# Pallacanestro ai XIII Giochi asiatici
La pallacanestro ai Giochi asiatici 1998 si è svolta dall'8 al 19 dicembre a Bangkok, in Thailandia. Nella disciplina della pallacanestro sono stati effettuati due tornei, quello maschile e quello femminile, che hanno visto coinvolte 12 nazioni.

## Medagliere
| Posiz. | Nazione       | Oro | Argento | Bronzo | Totale |
| ------ | ------------- | --- | ------- | ------ | ------ |
| 1      | Cina          | 1   | 1       | 0      | 2      |
| 2      | Giappone      | 1   | 0       | 0      | 1      |
| 3      | Corea del Sud | 0   | 1       | 1      | 2      |
| 4      | Filippine     | 0   | 0       | 1      | 1      |
| Totale | Totale        | 2   | 2       | 2      | 6      |

## Classifiche finali

### Maschile
| Pos.    | Squadra             | Formazione |
| ------- | ------------------- | --- |
| Oro     | Cina                | CinaFan, Gong, Hu, Li N., Li X., Liu Q., Liu Y., Mengke, Sun, Wang, Zhang J., Zhang W., All. -                                                                     |
| Argento | Corea del Sud       | Corea del SudChu, Hyeon, Jeong, Jo, Kang, Kim B., Kim J., Kim S., Lee E., Lee S., Mun, Seo, All. Choe Bu-yeong                                                     |
| Bronzo  | Filippine           | Filippine4 Patrimonio, 5 Seigle, 6 Lastimosa, 7 Espino, 8 Caidic, 9 Limpot, 10 Meneses, 11 Feihl, 12 Racela, 13 Aquino, 14 Abarrientos, 15 Duremdes, All. Tim Cone |
| 4.      | Kazakistan          | Template:Kazakistan di pallacanestro ai giochi asiatici 1998 |
| 5.      | Taiwan              | Template:Taipei Cinese maschile pallacanestro Giochi asiatici 1998                                                                                                 |
| 6.      | Thailandia          | Template:Thailandia di pallacanestro ai giochi asiatici 1998 |
| 7.      | Iran                | Template:Iran di pallacanestro ai giochi asiatici 1998 |
| 8.      | Emirati Arabi Uniti | Template:Emirati Arabi Uniti di pallacanestro ai giochi asiatici 1998                                                                                              |
| 9.      | Uzbekistan          | Template:Uzbekista di pallacanestro ai giochi asiatici 1998 |
| 10.     | Giappone            | Template:Giappone di pallacanestro ai giochi asiatici 1998 |
| 11.     | Hong Kong           | Template:Hong Kong di pallacanestro ai giochi asiatici 1998 |
| 12.     | Kirghizistan        | Template:Kirghizistan di pallacanestro ai giochi asiatici 1998 |

### Femminile
| Pos.    | Squadra       | Formazione |
| ------- | ------------- | --- |
| Oro     | Giappone      | GiapponeHamaguchi, Hattori, Kawakami, Miki, Nagata, Okazato, Ōyama, Shimada, Tsukahara, Ka. Yamada, Ku. Yamada, Yoshiyama, All. - |
| Argento | Cina          | CinaChen, Jiang, Liu, Ma C., Ma Z., Miao B., Miao L., Pan, Sui, Wang F., Wang L., Zheng, All. -                                   |
| Bronzo  | Corea del Sud | Corea del SudHong, Jang, Jeon, Jeong, Jo, Kim G., Kim J., Lee E., Lee J., Park, Yang, Yu, All. Kim Jae-ung                        |
| 4.      | Taiwan        | Template:Taipei Cinese femminile pallacanestro Giochi asiatici 1998                                                               |
| 5.      | Kazakistan    | Template:Kazakistan femminile di pallacanestro ai giochi asiatici 1998                                                            |
| 6.      | Filippine     | Template:Filippine femminile di pallacanestro ai giochi asiatici 1998                                                             |
| 7.      | Thailandia    | Template:Thailandia femminile di pallacanestro ai giochi asiatici 1998                                                            |